# 聖書図書刊行会
聖書図書刊行会（せいしょとしょかんこうかい）は、日本の出版社。キリスト教に関する書物の出版を主とする。

## 概要・歴史
1951年6月、保守バプテスト同盟の協力団体である保守バプテストミッション（現ワールド・ベンチャー）のモーゼス・サビナを中心として、神学校の教科書や一般信徒の教育のための書物の出版を目的として仙台市で設立された。その代表的な出版書物に、ヘンリー・H・ハーレーの聖書ハンドブックがある。聖書注解シリーズも発行した。
『レビ記』（S・H・ケロッグ著、榊原康夫訳）、『ヨハネによる福音書』（メリル・C・テニイ著、舟喜順一訳）、『コリント人への手紙』（キャンベル・モルガン著）、『使徒行伝』『ガラテヤ人への手紙』（メリル・C・テニイ著、島田福安訳、『ヨハネの黙示録』）などを刊行。2000年に一部が、いのちのことば社より、リパブックスとして復刻版が発行された。
1971年、いのちのことば社に編集、出版、販売の業務を委託した。

## 主な出版物
- 「基督教全史 - 初代から現代まで 」（E・E・ケァンズ著）：神学校で教会史の教科書によく用いられる。
- 「組織神学」（ヘンリー・シーセン著、島田福安訳）1961年
- 「新約聖書概観」（メリル・C・テニイ著、村岡崇光訳）1962年
- 「旧約聖書概観」（サムエル・J・シュルツ著、鈴木昌訳）